# (27525) Vartovka
(27525) Vartovka (2000 HZ34) – planetoida z pasa głównego asteroid okrążająca Słońce w ciągu 3,38 lat w średniej odległości 2,25 j.a. Odkryta 29 kwietnia 2000 roku.